# Eklipsna konformacija
U hemiji eklipsna konformacija je konformacija u kojoj su dva substituenta X i Y na susednim atomima A, B najbliže jedan drugom. Torzioni ugao X-A-B-Y je 0°. Takva konformacija postoji kod svake jednostruke veze koja povezuje dva sp3 hibridizovana atoma, i normalno odgovara konformacionom energijskom maksimumu. Taj maksimum se često objašnjava sternim odbijanjem. U nekim slučajevima je uzrokovan hiperkonjugacijom.
Njumanova projekcija etana pokazuje da rotacija oko ugljenik-ugljenik veze nije potpuno slobodna i da postoje energijske barijere. Etanski molekul u eklipsnoj konformaciji je izložen torzionom naprezanju i putem rotacije oko ugljenik-ugljenik veze prelazi u stepeničastu konformaciju i oko 12,5 kJ/mol torzione energije se oslobađa.